# Artspace Sídney
Artspace Sídney (en inglés: Artspace Sydney Arts Centre) es una galería de arte contemporáneo y un centro de artes visuales ubicado en la ciudad de Sídney. Es el principal centro de arte contemporáneo del continente australiano y se halla en el centro histórico, en el edificio Gunnery, en Woolloomooloo, cerca de la Bahía de Sídney, en Sídney, Australia. Dedicado al desarrollo de ideas nuevas seguras y prácticas en cultura y arte contemporáneos, desde la década de 1980, Artspace Sídney ha ido construyendo un espacio crítico para artistas australianos e internacionales, comisarios de arte y escritores.

## Historia
Artspace nació en 1983 como una galería dedicada a la presentación del arte contemporáneo y experimental en un contexto crítico. Era un espacio de exposición alternativo, creado en oposición a las galerías comerciales, que olvidaban el arte rupturista y emergente. Se inauguró con una primera gran exposición titulada A Different Perspective, comisariada por Terence Maloon y la Multicultural Artists Agency, en la antigua ubicación de Surry Hills. Sus posteriores exposiciones presentaron el trabajo de artistas como Mikala Dwyer, Rosemary Laing, Lindy Lee, Banduk Marika, Tracey Moffatt, John Nixon, Michael Riley o el turco Tolson Tjupurrula.

## Exposiciones
Cada año, Artspace presenta entre 24 y 30 proyectos para su galería, con más de 50 artistas residentes, y programa una gama de actividades que van desde la difusión y formación artísticas hasta la publicación de una revista sobre los proyectos más destacados. Suyas son también iniciativas de publicaciones y libros de teoría cultural y monografías de artistas.
Artspace mantiene su apoyo a las artes visuales y está subvencionada por el Gobierno de Nueva Gales del Sur a través de Artes NSW y por el Consejo de Australia.